# ريكي تاكاساكي
ريكي تاكاساكي (باليابانية: 高嵜 理貴) (11 يوليو 1970 في فوكوكا في اليابان – )؛ هو لاعب كرة قدم ياباني سابق كان يلعب كحارس مرمى.

## وصلات خارجية
- ريكي تاكاساكي على موقع رابطة كرة القدم اليابانية للمحترفين (اليابانية)
- ريكي تاكاساكي على موقع قاعدة بيانات كرة القدم.إي يو (الإنجليزية)
- ريكي تاكاساكي على موقع عالم كرة القدم.نت (الإنجليزية)